# (35555) 1998 FC120
1998 FC120 (asteroide 35555) é um asteroide da cintura principal. Possui uma excentricidade de 0.04588840 e uma inclinação de 3.07627º.
Este asteroide foi descoberto no dia 20 de março de 1998 por LINEAR em Socorro.